# Livets Lyst
Livets Lyst er debutalbummet fra den danske middelaldertrio Truppo Trotto, der udkom i 1999. Albummet indeholder en række middelalder- og folkemelodier. Blandt sangene er en dansk udgave af den franske folkemelodi "J'ai vu le loup" fra omkring 1350. På dansk fik den titlen "Jeg så en Ulv".

## Spor
1. "Kong Vinter"
2. "Trotto"
3. "Livets Lyst"
4. "En Hilsen"
5. "Knokkelmanden"
6. "Ave Maria"
7. "Sigurd"
8. "Røde Flod"
9. "Jeg Så En Ulv"
10. "Slutsang"

## Personel
- Como Breuning -  Davul, dabuka, tamburin, skalmeje, fløjte
- Marie Havndrup - Sang, fedel, tromme, fløjte
- Morten "Musicus" Pedersen - Sang, sækkepibe, mandocello, skalmeje, fløjte, tromme, hakkebræt